# Cuisine des Émirats arabes unis
La cuisine émiratie est la cuisine traditionnelle arabe locale des Émirats arabes unis. Les origines de la cuisine émiratie viennent des Bédouins qui parcouraient le pays. Elle fait partie de la cuisine arabe orientale et partage des similitudes avec les cuisines des pays voisins, comme la cuisine omanaise et la cuisine saoudienne, ainsi que des influences de différentes cuisines du Moyen-Orient et d'Asie. En tant que plaque tournante internationale majeure, les Émirats arabes unis proposent aujourd'hui une variété multiculturelle de cuisines provenant de différentes parties du monde.

## Histoire

### Origines
La culture des dattiers dans la région remonte au milieu du troisième millénaire avant J.-C. (communément appelée la période d'Umm al-Nar aux Émirats arabes unis), période à partir de laquelle de nombreuses graines de dattes ont été retrouvées sur les sites d'Umm al-Nar. La présence de meules et de fours en argile cuite dans les sites archéologiques indique que le traitement des céréales était également effectué. Des études sur des restes dentaires humains datant du troisième millénaire montrent un niveau élevé d'attrition qui résulterait probablement de la mastication de pain sec.

### Histoire historique moderne

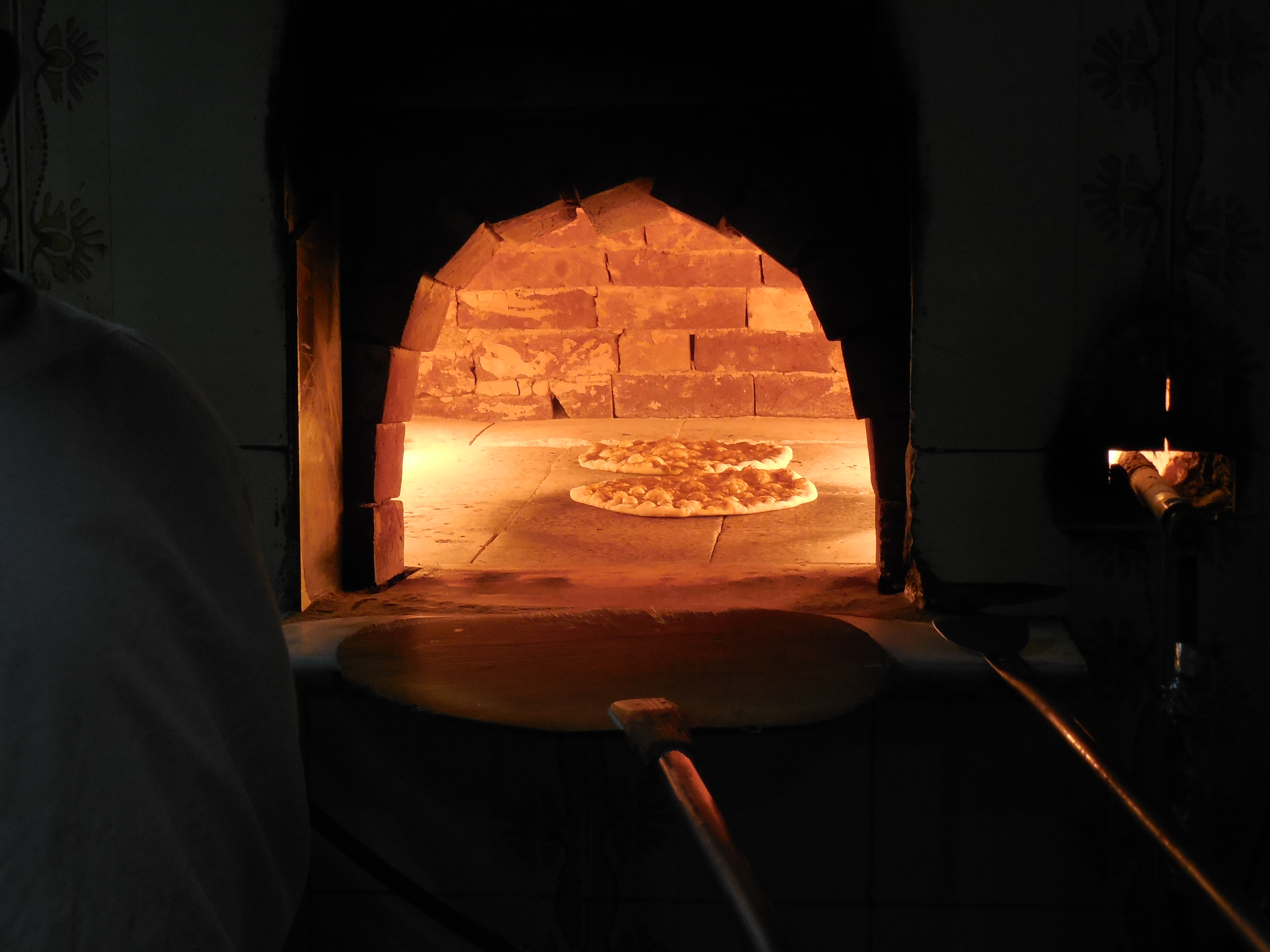
Préparation de kuboos (pain plat) à Abu Dhabi

La cuisine originaire de la région qui est aujourd'hui les Émirats arabes unis et qui était auparavant les États de la Trêve est formée d'une cuisine arabe et moyen-orientale similaire qui est consommée dans toute la péninsule arabique. La nourriture est un mélange d'un régime bédouin, composé de viande et de lait de chamelle, d'un régime de pêcheur, composé principalement de poissons communs dans le golfe Persique, et d'un régime d'agriculteur, composé principalement de dattes. Un mélange de ces régimes alimentaires ainsi qu'un mélange d'épices telles que la cannelle, le safran et le curcuma ont constitué la base des plats courants consommés dans la région des États de la Trêve et de la cuisine traditionnelle émiratie actuelle.
La cuisine traditionnelle des Émirats arabes unis utilise beaucoup de viande, de céréales et de produits laitiers. Les légumes faciles à cultiver dans un sol fertile, comme les concombres et les tomates, occupent une place importante dans le régime alimentaire. Les mangues sont également cultivées, généralement dans les émirats du nord, dans des villages comme Masafi. Les viandes traditionnellement utilisées sont le poulet ou les petites volailles, comme les outardes houbara, et les chèvres. Les chameaux étant très prisés pour leur lait et leur capacité de transport, la consommation de viande de chameau est normalement réservée aux occasions spéciales.
Les plats ressemblent généralement à des ragoûts, car tout est souvent cuit dans une seule casserole. Le safran, la cardamome, le curcuma et le thym sont les principales saveurs utilisées dans la cuisine émiratie. Le riz a été ajouté au régime alimentaire lorsque les commerçants se sont installés dans la région. Les feuilles d'arbres indigènes, comme le ghaff, étaient également utilisées pour farcir les petits oiseaux pour rehausser leur saveur.
Les plats traditionnels comprennent le maq'louba, le harîsa, le machbous, le frsee'ah, le fired, le jisheid et le mishwy. Le petit-déjeuner aux Émirats arabes unis comprend généralement des pains comme le raqaq, le khameer et le chebab, servis avec du fromage, du sirop de dattes ou des œufs. Ceux-ci étaient préparés sur une plaque chauffante incurvée, ressemblant à une pierre, qui aurait été utilisée par les Bédouins. Le balaleat est un autre plat, mais son avènement a commencé avec les commerçants, qui ont introduit les pâtes.
Les options sucrées comprennent le luqeymat, une boule de pâte à crêpes frite roulée dans des graines de sésame puis arrosée de miel de dattes. D'autres desserts sont proposés, comme le khabeesa, de la chapelure mélangée à du sucre, de la cardamome et du safran, ou le bethitha, de la semoule mélangée à des dattes écrasées, de la cardamome et du beurre clarifié.
À la fin du repas, il est habituel de servir un thé rouge infusé à la menthe en guise de digestif. Parmi les autres traditions du repas, on peut citer un accueil avec des dattes et du gahwah (café arabe), qui sont offerts à l'arrivée et sont mis à disposition tout au long de la visite du client.

## Aliments et plats

### Les aliments de base

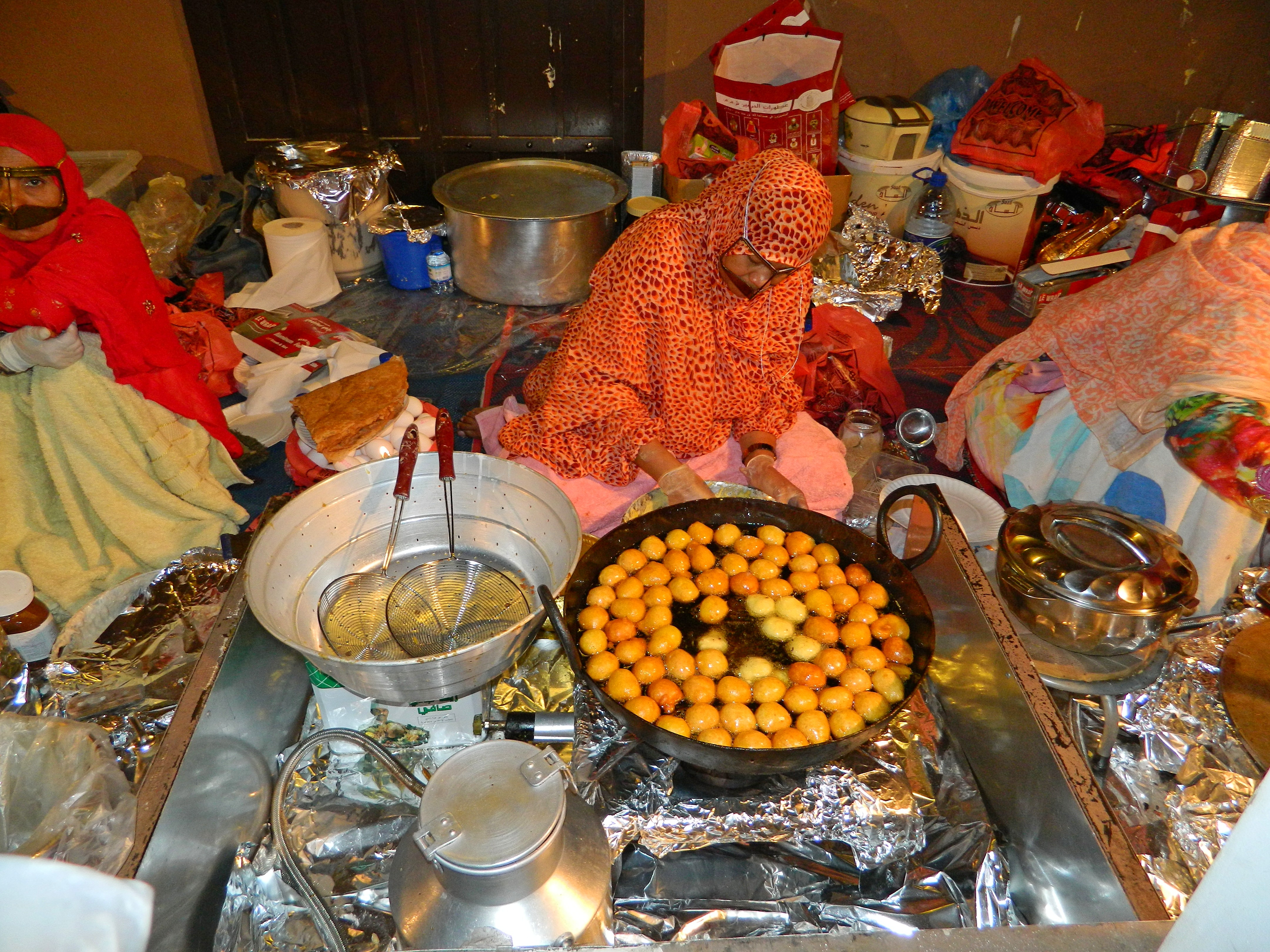
Aliments et plats de la cuisine émiratie traditionnelle

Les fruits de mer sont le pilier du régime alimentaire émirati depuis des siècles. La cuisine des Émirats arabes unis est le reflet d'un héritage arabe et d'une exposition à d'autres civilisations au fil du temps. La consommation de porc étant interdite par la loi musulmane, elle n'est pas incluse dans la plupart des menus. Les hôtels proposent souvent des substituts de porc tels que du bœuf, du poulet, des saucisses et des tranches de veau sur leurs menus de petit-déjeuner. Si du porc est disponible, il est clairement étiqueté comme tel.
La viande, le poisson et le riz sont les aliments de base de la cuisine émiratie. L'agneau et le mouton sont les viandes les plus appréciées plutôt que la viande de chèvre, de bœuf et de chameau. Les dattes sont généralement consommées avec les repas.
Les boissons populaires sont le café et le thé, qui peuvent être complétés par de la cardamome, du safran ou de la menthe pour leur donner une saveur distincte.
L'alcool n'est généralement servi que dans les restaurants et les bars des hôtels (mais pas à Sharjah). Toutes les discothèques et clubs de golf sont autorisés à vendre de l'alcool. Certains supermarchés peuvent vendre du porc dans une section séparée du marché.

### Les mets
Les plats faisant partie de la cuisine émiratie comprennent :
- Assida
- Pain chebab
- Balalet
- Bathieth
- Harîsa
- Jamie
- Jesheed
- Kabsa
- Khabee
- Khanfroush
- Pain khamir
- Machbous
- Madroob
- Margouga
- Maqlouba
- Pain muhala
- Ghouzi
- Salone
- Tharid
- Pain Waggafi
- Biryani
- Dango
- Bajella
- Louqaïmat[11]

### Boissons
- Thé arabe traditionnel aux Émirats arabes unis
- Lait de chamelle
- Boissons gazeuses
- Thé
- Eau
- Jus
- Laban
- Café arabe
- Thé arabe

## Événements

### Le festival gastronomique de Dubaï
Le premier Dubai Food Festival s'est tenu du 21 février au 15 mars 2014. Selon Vision, l'événement avait pour objectif de mettre en valeur et de célébrer la position de Dubaï en tant que capitale gastronomique de la région. Le festival a été conçu pour mettre en valeur la variété des saveurs et des cuisines proposées à Dubaï, avec les cuisines de plus de 200 nationalités présentes au festival.